# Кёрл, Роберт
Ро́берт Кёрл (англ. Robert Floyd Curl Jr.; 23 августа 1933 — 3 июля 2022) — американский химик, лауреат Нобелевской премии по химии за 1996 год совместно с Х. Крото и Р. Смолли с формулировкой «За открытие фуллеренов». Университетский профессор Университета Райса, член Национальной академии наук США (1997).

## Биография
Роберт Кёрл родился 23 августа 1933 года в техасском городе Алис. Его отец был священником-протестантом, а мать — домохозяйкой. Из детей кроме него была ещё младшая сестра Мэри. В 9 лет Роберту подарили набор «юный химик», и через неделю он решил стать химиком. В школе Роберт, по его словам, не был самым выдающимся учеником. Но он имел неплохие оценки, которые, впрочем, доставались ему упорной работой. Кёрл поступил в Университет Райса, поскольку, по его выражению, у того была замечательная репутация и хорошая футбольная команда. Его родители одобрили выбор, потому что в то время Университет не взимал платы за обучение, а его семья жила небогато. Одним из учителей Кёрла был Ричард Тёрнер, познакомивший его с понятием потенциальных барьеров внутреннего вращения и с работами Кеннета Питцера по этой теме. Питцер работал в Калифорнийском университете в Беркли, куда Кёрл и перевёлся. Совместно с Питцером Кёрл разработал расширение закона соответственных состояний. Годы, проведённые в Беркли, Кёрл называет самыми счастливыми в своей жизни. В частности, там он женился на своей нынешней супруге Джонел. Учёную степень Кёрл получал в Гарвардском университете под руководством Эдгара Брайана Уилсона. К тому времени Уилсон разработал способ измерения потенциальных барьеров с использованием СВЧ-спектроскопии. Позже, однако, Кёрлу поступило предложение от Университета Райса о должности старшего преподавателя, и Кёрл его принял. В Университете Кёрл занимался как исследовательской, так и преподавательской деятельностью. Результатом одного из исследований совместно с Харольдом Крото и Ричардом Смолли стало открытие фуллеренов. С 1958 года и поныне Кёрл работает в Университете Райса, где является одним из немногих Университетских профессоров.
Член Американской академии искусств и наук (1998), фелло Оптического общества. Почётный член Королевского общества Новой Зеландии (2001).
В 2016 году подписал письмо с призывом к Greenpeace, Организации Объединенных Наций и правительствам всего мира прекратить борьбу с генетически модифицированными организмами (ГМО).

## Награды и отличия
- Clayton Prize, Институт инженеров-механиков (1957)
- Премия Гумбольдта (1984)
- Премия Джеймса Макгруди за исследования в области новых материалов Американского физического общества (1992)
- Нобелевская премия по химии (1996)
- Премия столетия (1998)